# Brskovo, Mojkovac
Brskovo (chirilic: Брсково; în germană: Biersgau) este un sat din comuna Mojkovac, Muntenegru. Conform datelor de la recensământul din 2003, localitatea are 276 de locuitori (la recensământul din 1991 erau 297 de locuitori).

Localizarea cetății medievale Brskovo

## Demografie
În satul Brskovo locuiesc 207 persoane adulte, iar vârsta medie a populației este de 35,2 de ani (34,2 la bărbați și 36,2 la femei). În localitate sunt 79 de gospodării, iar numărul mediu de membri în gospodărie este de 3,49.
Populația localității este foarte eterogenă.
|  |

| Demografie | Demografie | Demografie |
| An         | Locuitori  | Locuitori  |
| ---------- | ---------- | ---------- |
|            |            |            |
|            |            |            |
|            |            |            |
|            |            |            |
| 1948       | 30         |            |
| 1953       | 74         |            |
| 1961       | 129        |            |
| 1971       | 179        |            |
| 1981       | 261        |            |
| 1991       | 297        | 294        |
| 2003       | 277        | 276        |

| \| Componența etnică conform recensământului din 2003[2] \| Componența etnică conform recensământului din 2003[2] \| Componența etnică conform recensământului din 2003[2] \| Componența etnică conform recensământului din 2003[2] \| Componența etnică conform recensământului din 2003[2] \| \| ----------------------------------------------------- \| ----------------------------------------------------- \| ----------------------------------------------------- \| ----------------------------------------------------- \| ----------------------------------------------------- \| \| \| \| \| \| \| \| Sârbi \| Sârbi \| \| 152 \| 55,07% \| \| Muntenegreni \| Muntenegreni \| \| 113 \| 40,94% \| \| Bosniaci \| Bosniaci \| \| 5 \| 1,81% \| \| Musulmani \| Musulmani \| \| 1 \| 0,36% \| \| necunoscută \| necunoscută \| \| 1 \| 0,36% \| |              |  |     |        |
| Componența etnică conform recensământului din 2003 |              |  |     |        |
| |              |  |     |        |
| Sârbi | Sârbi        |  | 152 | 55,07% |
| Muntenegreni | Muntenegreni |  | 113 | 40,94% |
| Bosniaci | Bosniaci     |  | 5   | 1,81%  |
| Musulmani | Musulmani    |  | 1   | 0,36%  |
| necunoscută | necunoscută  |  | 1   | 0,36%  |